# Det handler om skolen
Det handler om skolen er en dansk dokumentarfilm fra 1985 med instruktion og manuskript af Erik Norsker.

## Handling
Filmen er stykket sammen af unikt filmmateriale samlet ind over hele Danmark fra lærere og forældres dokumentation af skolegangen. Der tegnes et historisk billede af folkeskolen, hvor citater fra børnenes stile og breve sammen med lærernes ord fra tiden lægger sig sammen i en nostalgisk mosaik om den kære gamle folkeskole.